# Blechnum dentatum
Blechnum dentatum là một loài dương xỉ trong họ Blechnaceae. Loài này được Diels in Schum. & Laut. mô tả khoa học đầu tiên năm 1901.
Danh pháp khoa học của loài này chưa được làm sáng tỏ. 